# Chrysler Ireland
Chrysler Ireland war ein Montagewerk für Kraftfahrzeuge und damit Teil der Automobilindustrie in Irland.

## Unternehmensgeschichte
Das Unternehmen entstand 1970 in Dublin als Nachfolgegesellschaft von Rootes Motors Ireland. Chrysler aus den USA hatte die britische Rootes-Gruppe übernommen. Die Montage von Automobilen wurde im Werk in Santry, einem Vorort von Dublin, fortgesetzt. Die Teile kamen weiterhin von Hillman, teilweise auch von Humber und Sunbeam. Malcolm Freshney leitete anfangs das Unternehmen. Nachdem Chrysler 1972 auch Simca übernahm, importierte und vertrieb das irische Unternehmen fertig montierte Fahrzeuge von Simca. 1974 übernahm Michael Rowe die Leitung und 1977 Tom Ronayne. Von 1977 bis 1979 wurde ein Modell für den britischen Markt gefertigt. In dieser Zeit stieg die Zahl der Mitarbeiter auf maximal 430. Ronayne verließ 1980 das Unternehmen und wechselte zur DeLorean Motor Company nach Nordirland. Dermot Hurley wurde sein Nachfolger.
1978 übernahm die Groupe PSA Chrysler Europe. Erst 1981 wurde das irische Werk zu Talbot Ireland Motors.

## Fahrzeuge

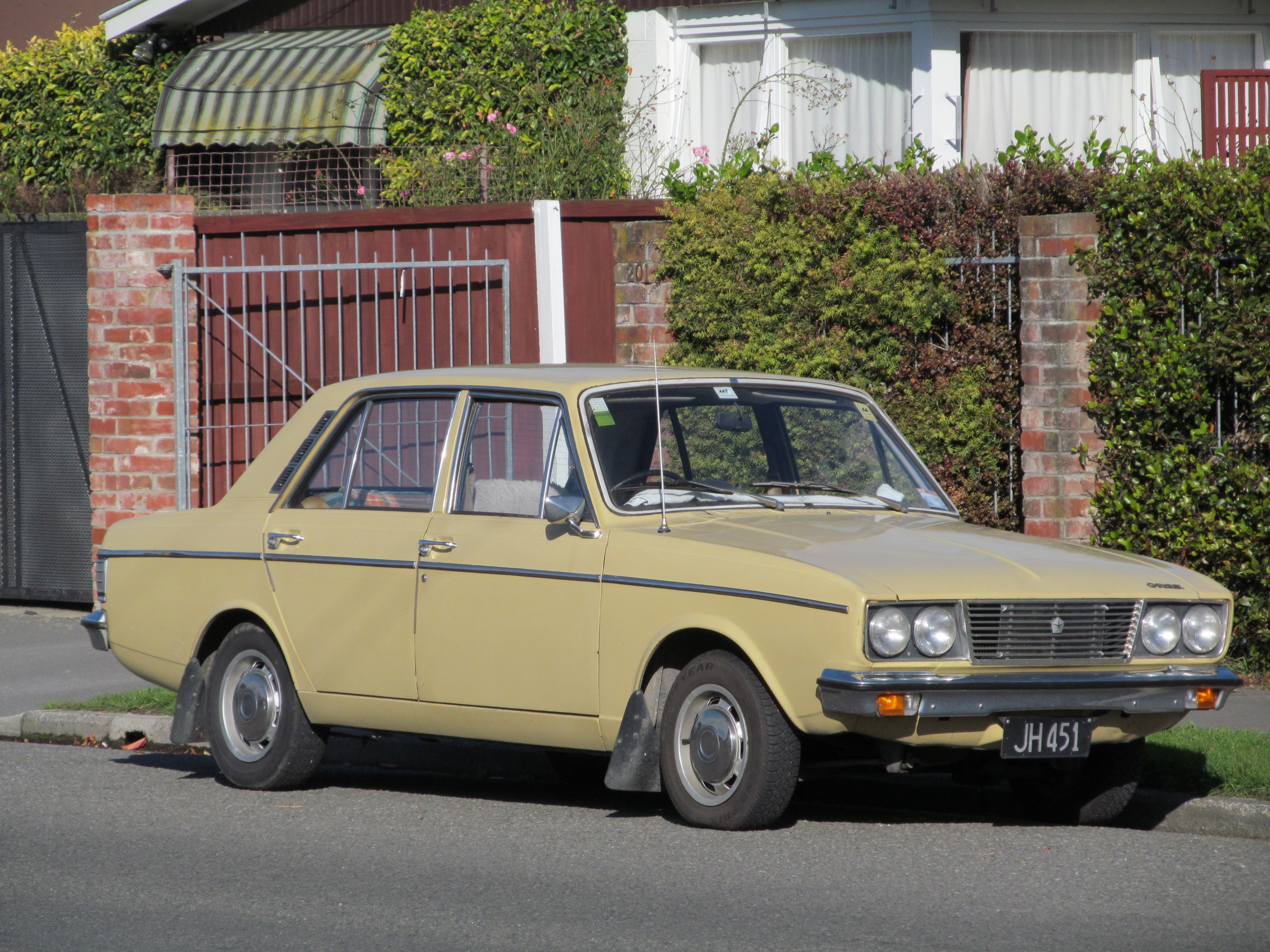
Bei Chrysler Ireland gebaut: Chrysler Hunter (1979)

Von Hillman wurden die Modelle Imp (bis 1976), Avenger (ebenfalls bis 1976) und Hunter (bis 1979) gefertigt. Der Hunter wurde ab 1977 auch für den britischen Markt gefertigt, nachdem seine Produktion im schottischen Linwood zugunsten des neuen Alpine eingestellt worden war.
Es gibt Hinweise darauf, dass auch Sunbeam Rapier und Humber Sceptre montiert wurden. Beide Modelle wurden 1976 eingestellt.
Die europäische Marke Talbot wurde 1979 unter Peugeot wieder eingeführt. Es ist naheliegend, dass das Werk bis 1981 Modelle von Talbot montierte. Die Zulassungsstatistiken lauten ab 1979 auf Talbot.

## Produktionszahlen
Nachstehend die Zulassungszahlen in Irland aus den Jahren, in denen Chrysler Ireland sie montierte. Die Zahlen des ersten und letzten Jahres beinhalten auch die Produktion durch die Vorgänger- und Nachfolgegesellschaft, da eine Splittung innerhalb eines Jahres nicht möglich ist. Die 5000 Hillman Hunter für den britischen Markt sind in den irischen Zulassungsstatistiken nicht enthalten.
| Jahr  | Zulassungszahlen |
| ----- | ---------------- |
| 1970  | 4.108            |
| 1971  | 5.490            |
| 1972  | 8.662            |
| 1973  | 11.393           |
| 1974  | 7.265            |
| 1975  | 5.885            |
| 1976  | 7.073            |
| 1977  | 6.573            |
| 1978  | 6.863            |
| 1979  | 3.951            |
| 1980  | 2.630            |
| 1981  | 2.065            |
| Summe | 71.958           |